# Společenství nezávislých států na Hopmanově poháru
Společenství nezávislých států, organizace devíti bývalých svazových republik zaniklého Sovětského svazu, soutěžila v Hopmanově poháru pouze v roce 1992, kdy skončila ve čtvrtfinále.
Od roku 1992 za Společenství nezávislých států startovaly státy, které v minulosti startovaly za Sovětský svaz. V současnosti startují samostatně (Kazachstán, Rusko, Uzbekistán).

## Tenisté
Tabulka uvádí seznam tenistů Společenství nezávislých států, kteří reprezentovali organizaci na Hopmanově poháru.
| Jméno            | Celkem V-P | Dvouhra V-P | Čtyřhra V-P | Poprvé | Počet startů |
| Andrej Čerkasov  | 2–2        | 2–0         | 0–2         | 1992   | 1            |
| Nataša Zverevová | 1–3        | 1–1         | 0–2         | 1992   | 1            |

## Výsledky
| Rok  | Fáze soutěže | Místo konání         | Soupeř         | Výsledek | Stav   |
| ---- | ------------ | -------------------- | -------------- | -------- | ------ |
| 1992 | 1. kolo      | Burswood Dome, Perth | Velká Británie | 2–1      | Výhra  |
| 1992 | Čtvrtfinále  | Burswood Dome, Perth | Švýcarsko      | 1–2      | Prohra |